# 孫處
孫處（359年—411年），字季高，會稽永興人。東晉末年將領，曾參興收復被盧循勢力佔據的廣州。

## 生平
孫處年輕時行事任意，不受管束，後劉裕領軍討伐孫恩，孫處隨軍而行。元興三年（404年）劉裕起兵攻桓玄，並收復建康，孫處亦有參與，因功獲封新夷縣五等侯。義熙五年（409年），孫處跟劉裕北伐南燕，亦有功動。
義熙六年（410年），劉裕在滅南燕後立即趕回建康以應付逼近建康的盧循大軍，孫處亦參與了防禦建康的工作，成功守住柵壘，阻遏盧循的進攻。不久，盧循撤離建康，劉裕已打算派兵直搗盧循後方根據地廣州，於是派了孫處率領三千兵循海道進攻廣州治所番禺城。當時番禺守軍根本就沒有想過會有晉軍經海道入侵，故此一直沒有防備，孫處攻至城外十多里時城中守軍還未知道。不過，由於守軍還有數千人，而且城池很堅固，故孫處亦不敢怠慢，下令燒毀船艦，全軍登岸進攻，恰遇大霧天氣，孫處命人四面攻城，開始攻城即日就攻下了，俘盧循父盧嘏、長史孫建之、司馬虞尪夫等，接著孫處繼續進攻始興、南康、臨賀等各郡。
盧循在同年年末於江州敗予劉裕，帶著部眾退回廣州，孫處就與試圖奪回番禺的盧循大戰二十多日，在沈田子等人協助下終成功擊敗他，殺了萬多人，並追擊至鬱林郡。不過，其時孫處卻因病無法繼續追擊，遂令盧循得以逃到交州。義熙七年（411年）四月，孫處在晉康去世，享年五十三歲，晉廷追贈龍驤將軍、南海太守，封侯官縣侯，食邑千戶。義熙九年（413年），當政的劉裕念及孫處的功勳，再對孫處加贈交州刺史。

## 家庭

### 子
- 孫宗世，嗣爵。

### 孫
- 孫欽公，嗣爵。

### 曾孫
- 孫彥祖，嗣爵。期間南齊代宋，封國撤除。

## 延伸阅读
[在维基数据编辑]
 《宋書·卷49》，出自沈约《宋书》
 《南史·卷17》，出自李延壽《南史》